# I Want You (singolo Marvin Gaye)
I Want You è una canzone di Marvin Gaye del 1976 contenuta nell'album I Want You.

## Cover di Madonna
Nel 1995 la cantautrice statunitense Madonna realizzò una cover del brano con la collaborazione dei Massive Attack, gruppo di spicco della scena trip-hop di allora, per la raccolta dedicata a Marvin Gaye Inner City Blues e inserì il brano anche nella raccolta di ballate sue Something to Remember, uscita nello stesso anno. Il videoclip musicale fu girato in bianco e nero da Earle Sebastian.